# María Antonia Martínez
María Antonia Martínez García (Molina de Segura, 18 de maio de 1953) é uma política espanhola, presidente da Região de Múrcia em duas ocasiões: interinamente em abril de 1984, e de 1993 a 1995. Foi a primeira mulher a presidir uma comunidade autônoma na Espanha.

## Biografia
Formada em direito na Universidade de Múrcia, iniciou sua carreira profissional como advogada, com especialização em direito do trabalho, junto à Unión General de Trabajadores (UGT), sindicato próximo ao Partido Socialista, em Molina de Segura, Lorquí e Ceutí.
Em seguida, foi aprovada nos concursos para a deputação provincial de Múrcia, antes de se tornar advogada do departamento de saúde do Governo da Região de Múrcia.
Depois de nomeada Secretária-Geral do Departamento de Economia e Finanças do Conselho Regional da Região de Murcia, que antecedeu o governo regional autônomo, foi eleita, em 20 de junho de 1983, Vice-Presidente e Assessora para as Relações Autonómicas pelo Presidente da Região, Andrés Hernández Ros.
Após a renúncia deste último, acusado de corrupção e nepotismo, em março de 1984, assumiu o mandato da presidência até a posse de Carlos Collado.
Em 1990, passou a fazer parte da Executiva Regional do PSRM-PSOE e, em 1991, do Comitê Federal do PSOE. Nas eleições autonómicas de 1991, foi eleita Deputada na Assembleia Regional de Múrcia pelo PSRM-PSOE, servindo como primeira vice-presidência da Assembleia.

### Presidente da Região de Múrcia
Em 16 de abril de 1993, o então Presidente da Região de Múrcia, Carlos Collado, em conflito com a liderança do PSRM-PSOE e questionado pelo tribunal regional de contas, renunciou ao cargo.
Então apoiadora do vice-presidente do governo espanhol da época, Alfonso Guerra, ela foi designada uma semana depois para suceder Collado. Após apresentar um programa centrado na solidariedade social e no emprego, María Antonia Martínez foi eleita por 24 votos a 16, com 4 abstenções. Ela foi então a primeira mulher a liderar uma comunidade autônoma na Espanha.
Em 24 de abril de 1994, foi eleita secretária-geral da Federação Socialista de Múrcia com 58,7% dos votos, sem o apoio da corrente social-democrata.
Nas eleições regionais de 1995, ela se apresentou como a líder dos socialistas para se reeleger como Presidente regional, mas foi amplamente derrotada pelo Partido Popular (PP) liderado por Ramón Luis Valcárcel. Obteve apenas 31,7% dos votos, queda de quatorze pontos, e 15 deputados, ou nove a menos que em 1991, enquanto o PP obteve 52,3% dos votos expressos e 26 eleitos.

### Senadora por Múrcia
Após o resultado eleitoral das eleições regionais de 1995, em que o PSRM-PSOE perdeu o Governo Regional, María Antonia Martínez ocupou a Secretaria-Geral dos Socialistas Murcianos, e liderou a oposição ao Governo de Ramón Luis Valcárcel até 1999, quando seu partido perdeu as eleições novamente, já com o socialista Ramón Ortíz como candidato. Em 12 de julho de 1995, assumiu o cargo de senadora designada pela Assembleia Regional de Múrcia, cargo para o qual foi sucessivamente reconduzida em 1999 e 2003. Dentro do Grupo Parlamentar Socialista ocupou vários cargos, tanto nas várias Comissões como nas delegações permanentes, como no mesmo Grupo, da qual foi Porta-Voz Adjunta e Secretária Geral. Abandonou o cargo em julho de 2007, quando ingressou como especialista de serviços jurídicos da Comunidade Autónoma da Região de Múrcia.
Em maio de 2008, foi nomeada pelo Parlamento Autônomo da Região de Murcia como Conselheira da entidade financeira Cajamurcia.